# دردار بيرغماني
دردار بيرغماني (الاسم العلمي: Ulmus bergmanniana) هو نوع نباتي يتبع جنس الدردار من فصيلة الدردارية.